# Kazimierz Sidorczuk
Kazimierz Sidorczuk (* 4. März 1967 in Stettin) ist ein ehemaliger polnischer Fußballtorwart und aktiver Torwarttrainer beim SK Sturm Graz in der österreichischen Fußball-Bundesliga.

## Karriere

### Torwartkarriere
Seine Karriere als Profitorwart begann Sidorczuk im Jahre 1985 in seiner Heimat Polen, wo er zu seinem ersten Verein Dąb Dębno in Dębno kam, bei dem er bis 1986 unter Vertrag stand. Später folgte ein weiteres Engagement in Kostrzyn nad Odrą, als er dem dort ansässigen Fußballverein Celuloza Kostrzyn beitrat. Von 1986 bis 1989 in Kostrzyn nad Odrą wechselte er im Jahre 1989 zu seinem ersten Profiverein Lech Posen, bei dem er bis zu seinem Abgang im Jahre 1993 zu insgesamt 115 Einsätzen kam und dabei drei Meistertitel und den Gewinn des polnischen Supercups feiern konnte.
1993 transferierte er nach Pniewy zu TS Tygodnik Miliarder Pniewy, wo er nur in einer Saison zum Einsatz kam und dabei fünf Spiele absolvierte. Im Jahre 1994 wechselte er für weitere neun Spiele nach Lubin zum dort spielenden Zagłębie Lubin, bevor er wieder im Jahre 1994 zu einem anderen Verein wechselte. Dieser war Warta Posen, bei dem er insgesamt zu elf Spieleinsätzen kam, doch sein Talent immer mehr in den Schatten gestellt wurde.
Als Sidorczuk den Verein noch während der Saison verließ, nahm ihn Wisła Płock aus Płock an der Weichsel auf. Für den Fußballklub spielte er bis zu seinem Abgang im Jahre 1995 in 17 Partien. Seine Leistungen im Tor von Wisła Płock waren dementsprechend gut, dass ihn der 1995 noch in der höchsten polnischen Liga, der Ekstraklasa, spielende Verein OKS 1945 Olsztyn in die Mannschaft aufnahm. Mit dem Verein konnte er auch den größten Erfolg in dessen Geschichte feiern, einen sechsten Platz am Ende der Saison 1995/96. Nach seinem Abgang im Jahre 1997 konnte Sidorczuk auf 48 Einsätze für den Fußballklub verweisen.

### Die Zeit beim SK Sturm
In der Saison 1996/97, Sidorczuk hatte bei Stromil noch eine restliche Vertragslaufzeit von einem halben Jahr, folgte ein Sprung nach Österreich in die höchste österreichische Spielklasse, die Fußball-Bundesliga zum dort spielenden Traditionsklub SK Sturm Graz. Nebenbei hatte er auch Angebote aus England und der Türkei, wobei ein Wechsel in erstgenanntes Land aufgrund einer aussichtslosen Chance auf eine Arbeitsbewilligung nicht zustande gekommen wäre. Bei den Blackies konnte er neben dem Gewinn von drei Meisterschaften und einem Supercuptitel bei Lech Posen, die mit Abstand größten Erfolge in seiner Karriere feiern. In der Saison 1996/97 gewann er mit der Mannschaft den ÖFB-Cup und war außerdem österreichischer Supercupfinalist.
1997/98 wurde er mit dem SK Sturm Meister mit einem Rekordvorsprung von 19 Punkten vor dem Zweitplatzierten SK Rapid Wien. In dieser Saison stand Sidorczuk in insgesamt 35 von 36 Spielen im Tor der Grazer, nur in einem Spiel wurde er von Roland Goriupp ersetzt. Im ÖFB-Cup scheiterte man im Finale nur knapp an der SV Ried, konnte sich aber im Finale des Supercups an den Riedern revanchieren und deklassierte sie klar mit 4:0. Weitere Erfolge konnte Sidorczuk in der darauffolgenden Saison 1998/99 feiern.
Mit seinem Verein schaffte er das Triple: Meister, Cupsieger und Supercupsieger. Weiters qualifizierte man sich noch in derselben Saison für die UEFA Champions League. Weitere Champions-League-Teilnahmen folgten 1999/2000 und 2000/01, in letzterer erreichte er mit seinem Team die Zwischenrunde der 16 besten Teams Europas. In der Saison 1999/2000 wurde Sidorczuk mit den Grazern Vizemeister. In der Saison 2001/02 konnte der Verein diese Platzierung wiederholen und verpasste auch den Gewinn des ÖFB-Cups und des Supercups, wo man beide Male knapp im Finale scheiterte. Insgesamt absolvierte Sidorczuk für den SK Sturm Graz 140 Spiele.

### Letzte Station: Kapfenberger SV
Im Jahre 2002 wechselte Sidorczuk, der einstige beste Tormann Österreichs, nach Kapfenberg zur KSV in die zweitklassige Erste Liga.
Für Aufsehen sorgte er in der Saison 2003/04, als er beim Auswärtsspiel gegen den FC Wacker Innsbruck ein Tor durch einen weiten Ausschuss aus dem eigenen Strafraum erzielte.
Ende der Saison 2005/06 beendete Sidorczuk seine aktive Karriere als Fußballtorwart, nach genau 100 Einsätzen für die Kapfenberger. Sein erzielter Treffer gegen Wacker Innsbruck sollte der einzige in seiner Karriere bleiben.

### Trainerkarriere
Im Jahre 2006 bat ihn Franco Foda, der damalige Trainer des SK Sturm Graz, als Torwarttrainer zu seiner ehemaligen Mannschaft zu kommen. Sidorczuk nahm das Angebot an und war bis 2014 Torwarttrainer der Blackies. Nach einem plötzlichen Zerwürfnis zwischen der Vereinsführung und dem Torwarttrainer wurde dieser entlassen.

### International
Sidorczuk kam zu 14 Einsätzen für die polnische Nationalmannschaft. Sein Debüt im Nationalteam feierte er am 19. Dezember 1990 beim 2:1-Auswärtssieg gegen Griechenland.

## Privat
Vor seiner Karriere als Fußballtorwart erlernte er das Handwerk des Zuckerbäckers.
Im Februar 2001 erhielt Sidorczuk vom Ministerrat die Österreichische Staatsbürgerschaft und wurde zum Doppelstaatsbürger, da er auch die Polnische Staatsangehörigkeit besitzt.
Sidorczuk ist verheiratet und Vater von zwei Kindern.

## Erfolge
- 5× Polnischer Meister (3× mit Lech Posen, 2× mit Sturm Graz)
- 2× ÖFB-Cupsieger mit Sturm Graz
- 1× ÖFB-Supercupsieger mit Sturm Graz
- 1× Polnischer Supercupsieger mit Lech Posen
- dreimalige Champions-League-Teilnahme mit Sturm Graz (2000/01 mit Erreichen der Zwischenrunde der 16 besten Teams Europas)